# اختبار (فلم)
اختبار (بالإنجليزية: Exam) هو فيلم إثارة نفسي بريطاني من إخراج ستيوارت هازلدين وبطولة جيما تشان، ناتالي كوكس، بوليانا ماكينتوش، لوك مابلي، جيمي مستري وكولين سالمون، صدر الفيلم في المملكة المتحدة في 8 يناير 2010.

## روابط خارجية
- مقالات تستعمل روابط فنية بلا صلة مع ويكي بيانات

لا توجد روابط لمواقع التواصل الاجتماعي.